# Belvedere Trianon
O Belvedere Trianon era um belvedere que se localizava na Avenida Paulista, onde hoje se encontra o Museu de Arte de São Paulo (MASP).
Projetado por Ramos de Azevedo e inaugurado pelo governador do estado Altino Arantes em 1916, dele se tinha uma bela visão do Vale do Anhangabaú inteiro. O local passou a ser o ponto de encontro da elite paulistana, juntamente com o Parque Trianon, bem em frente.
Foi demolido em 1951 para dar lugar a um pavilhão, onde foi sediada a primeira edição da Bienal Internacional de São Paulo. Em 1968 foi inaugurado no local o prédio do MASP.

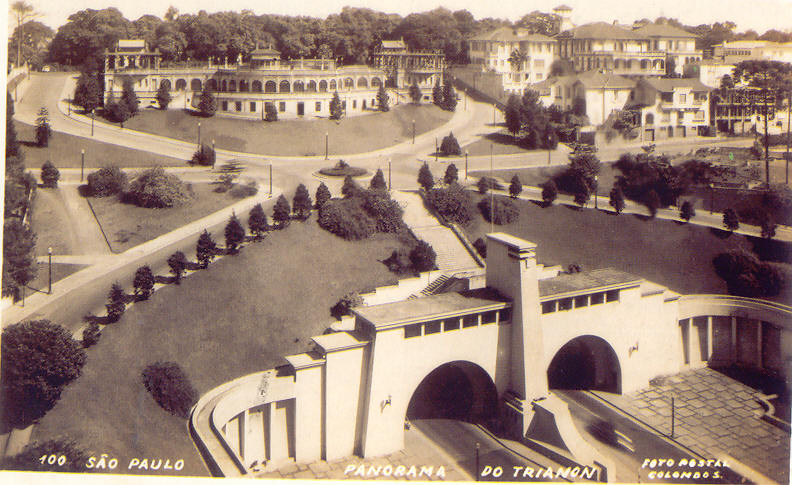
Belvedere Trianon e Túnel 9 de Julho. (1930)